# 4276 Кліффорд
4276 Кліффорд (4276 Clifford) — астероїд головного поясу, відкритий 2 грудня 1981 року.
Тіссеранів параметр щодо Юпітера — 3,725.